# 馬克·瓦丁頓
馬克·瓦丁頓（英語：Mark Waddington；1996年10月11日—）是一位英格蘭足球運動員。在場上的位置是中場。他現在效力於英超球隊斯托克城。

## 早年生活
瓦丁頓出生於大曼徹斯特斯坦迪什，就讀於斯坦迪什社區高中，並在布萊克浦學院開始了他的職業生涯。

## 外部連結
- 足球数据库：馬克·瓦丁頓的球员统计数据